# Rhytidodera
Rhytidodera is een kevergeslacht uit de familie van de boktorren (Cerambycidae). De wetenschappelijke naam van het geslacht werd voor het eerst geldig gepubliceerd in 1853 door White.

## Soorten
Rhytidodera omvat de volgende soorten:
- Rhytidodera bowringii White, 1853
- Rhytidodera clypealis Holzschuh, 2007
- Rhytidodera concolor Nonfried, 1895
- Rhytidodera consona Holzschuh, 1995
- Rhytidodera cristata Pascoe, 1866
- Rhytidodera grandis Thomson, 1865
- Rhytidodera griseofasciata Pic, 1912
- Rhytidodera integra Kolbe, 1886
- Rhytidodera integrifrons Heller, 1897
- Rhytidodera mutabilis Holzschuh, 1993
- Rhytidodera robusta Gahan, 1891
- Rhytidodera siamica Nonfried, 1892
- Rhytidodera simulans (White, 1853)